# Smârdan, Buzău
Smârdan este un sat în comuna Brădeanu din județul Buzău, Muntenia, România.